# Abstimmung

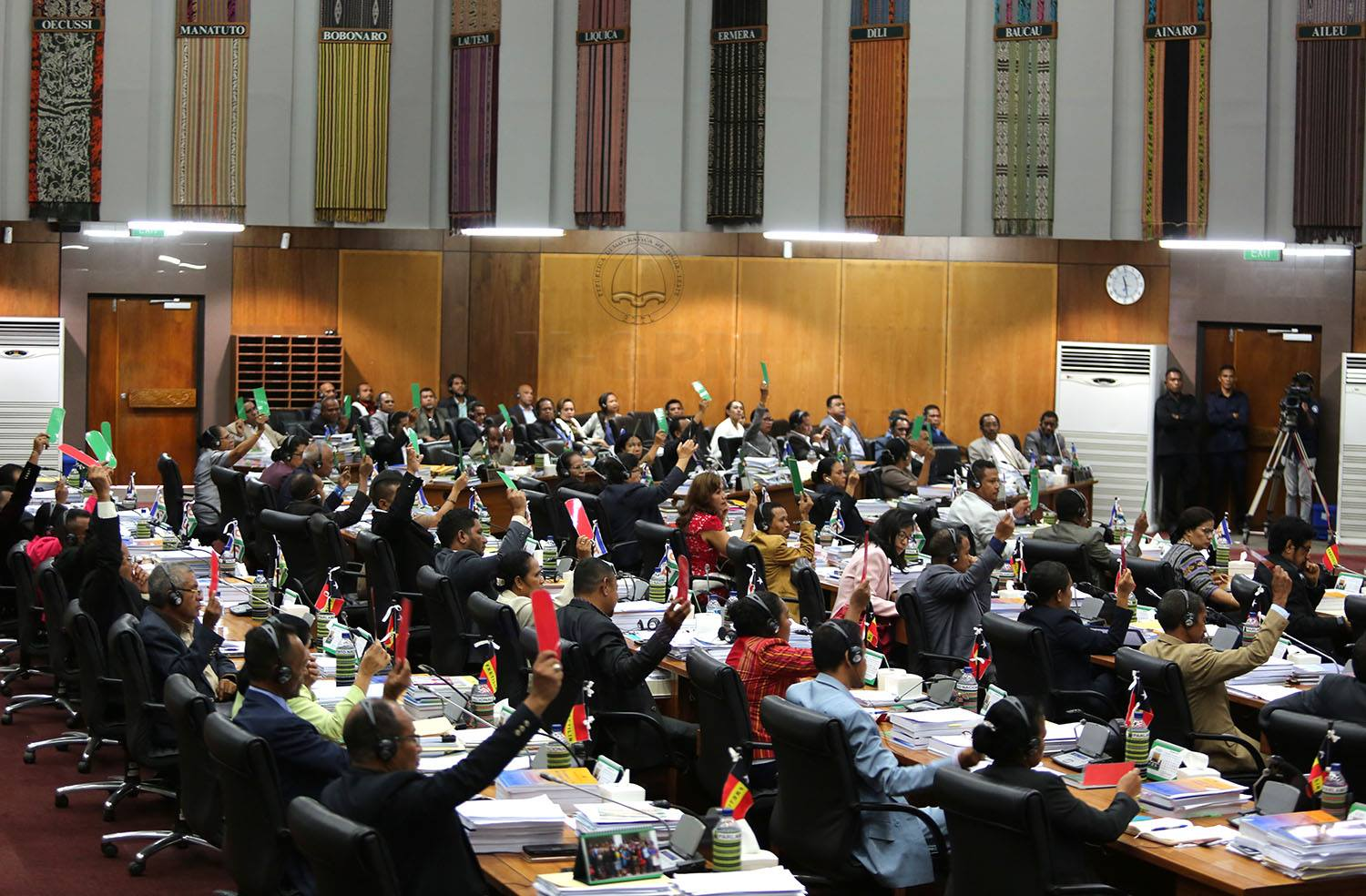
Offene Abstimmung im Nationalparlament Osttimors

Eine Abstimmung ist ein Instrument der gemeinschaftlichen Willenserklärung eines Kollegialorgans oder einer Personengruppe über vorgegebene Sachverhalte oder Wahlvorschläge durch Abgabe einer Stimme. Sie dient der Entscheidungsfindung und Beschlussfassung.
Abstimmungen folgen vorher festgelegten Regeln. Diese können etwa durch Verfassung, Gesetz, Satzung, Gesellschaftsvertrag, Geschäftsordnung, Rechtsverordnung, Versammlungsbeschluss oder durch Gewohnheitsrecht festgelegt werden; meist wird durch Handzeichen oder Aufstehen abgestimmt. Dies erleichtert dem Versammlungsleiter die Stimmzählung zur Ermittlung der Mehrheiten, bei Zweifeln ist eine Gegenprobe angebracht. Auch eine schriftliche Abstimmung durch Stimmkarten (anonym oder namentlich, etwa bei Hauptversammlungen) ist möglich. Meist entscheidet die einfache (so genannte relative) Mehrheit, also die Mehrheit der abgegebenen Stimmen, wobei Stimmenthaltungen als nicht abgegebene Stimmen zu werten sind.

## Arten

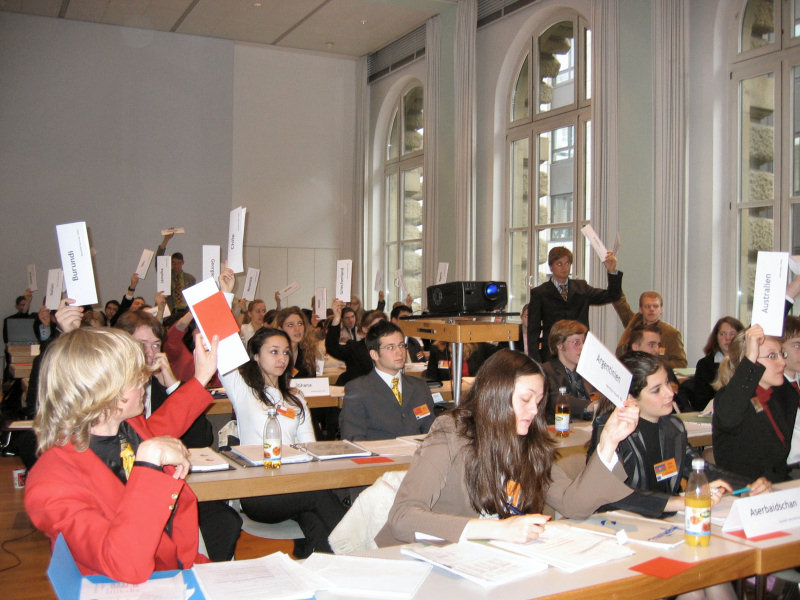
Offene Abstimmung bei den Model United Nations

Es gibt verschiedene Möglichkeiten der Abstimmung. Die häufigste Form ist die Abgabe der Stimme mit Ja, Nein oder Enthaltung. Ein Beschluss kommt durch eine Mehrheit zustande, das heißt, wenn eine vorher festgelegte Mindestzahl an Ja-Stimmen abgegeben wurde. Liegen mehrere Vorschläge zum gleichen Thema vor, wird in der Regel über den weitergehenden zuerst abgestimmt.
Manchmal muss erst eine Beschlussfähigkeit der Versammlung vorliegen, bevor eine Abstimmung erfolgen kann. Eine andere Form der Beschlussfassung ist die Alternativabstimmung. Ein Beschluss kommt dann zustande, wenn eine Mehrheit für einen unter mehreren Vorschlägen stimmt.
Abstimmungen können offen oder geheim erfolgen. Die offene Abstimmung geschieht durch Handheben, Erheben, Zeigen der Wahlkarte oder Zuruf. Eine besondere Form der offenen Abstimmung ist die namentliche Abstimmung. Im Deutschen Bundestag gibt es als Sonderform der Abstimmung den Hammelsprung.

## Bedeutung
Besondere Bedeutung haben Abstimmungen in den Verfassungsorganen (In Deutschland z. B. Deutscher Bundestag, Bundesrat) und völkerrechtlichen Organisationen (z. B. den Vereinten Nationen).
Im Grundgesetz wird ausdrücklich geregelt, dass die Staatsgewalt vom Volk in Abstimmungen und Wahlen ausgeübt wird (Art. 20 Abs. 2 Satz 2 GG). Der Rechtsbegriff Abstimmung wird jedoch nicht legal definiert.
Für Abstimmungen z. B. im Deutschen Bundestag werden in § 48 der Geschäftsordnung die Abstimmungsregeln festgelegt.

## Fraktionszwang, Koalitionszwang
In Fraktionen und Koalitionen werden häufiger interne Probeabstimmungen durchgeführt, um sich der eigenen Mehrheit vor dem eigentlichen Wahlgang zu vergewissern. Dies soll den Fraktions- und Koalitionszwang sicherstellen.

## Wahlen
Wahlen sind ebenso wie Abstimmungen eine Form der Entscheidungsfindung. In Wahlen werden ausschließlich Personen für eine Aufgabe gewählt.